# Progressiv rock
Progressiv rock er en betegnelse, der kan dække over en del forskellige genrer samt over en længere årrække. Helt overordnet kan man sige, at progressiv rock betegner rockmusik, som eksperimenterer, leger og overrasker, fx ved at sammenblande forskellige genrer (hård rock, klassisk, jazz), men måske især ved de mange skift i dynamik og "temperament". Progressiv rock kan derfor også betegnes som "avanceret rock".
Allerede i 1960'erne var der tendenser mod en progressiv orientering inden for rocken, fx med bands som The Nice, Beatles (fra 1967), Soft Machine, Vanilla Fudge og Spirit. Disse bands kan dog ofte betegnes som hovedsageligt psykedeliske, hvilket kan være et element i, men ikke svarer til progressiv rock.
1970'erne blev et gennembrud for den progressive rock med diverse bands og solister.
Disse bands er meget forskellige; de har hver sit særpræg, og de har forskellige musikalske genrer som "udgangspunkt", fx jazz (Gong, Colosseum og Magma), klassisk (Ekseption, Camel og Emerson, Lake & Palmer) eller sågar country (Kansas).
Fælles for disse bands er som sagt deres tendens til at sammenblande og lege. Musikken er ofte kompleks, og de enkelte numre er forholdsvis lange, hvorfor albums med progressiv rock kræver mange gennemlytninger, før man lærer numrene at kende.
I 1980'erne blev den fremherskende musikstil meget mere simpel, og mange af 1970'ernes progressive rockbands forsvinder eller "fornyr" sig, ofte ved at spille mere simpel, hård rock. En række nye bands, anført af Marillion, spiller en mere simpel, kommerciel form for symfonisk rock (neoprogressiv rock), der dog var tydelig inspireret af den klassiske, symfoniske progrock. I løbet af 1990'erne og fra år 2000 sker der dog en ny opblomstring af progressive bands.